# Berengaudus

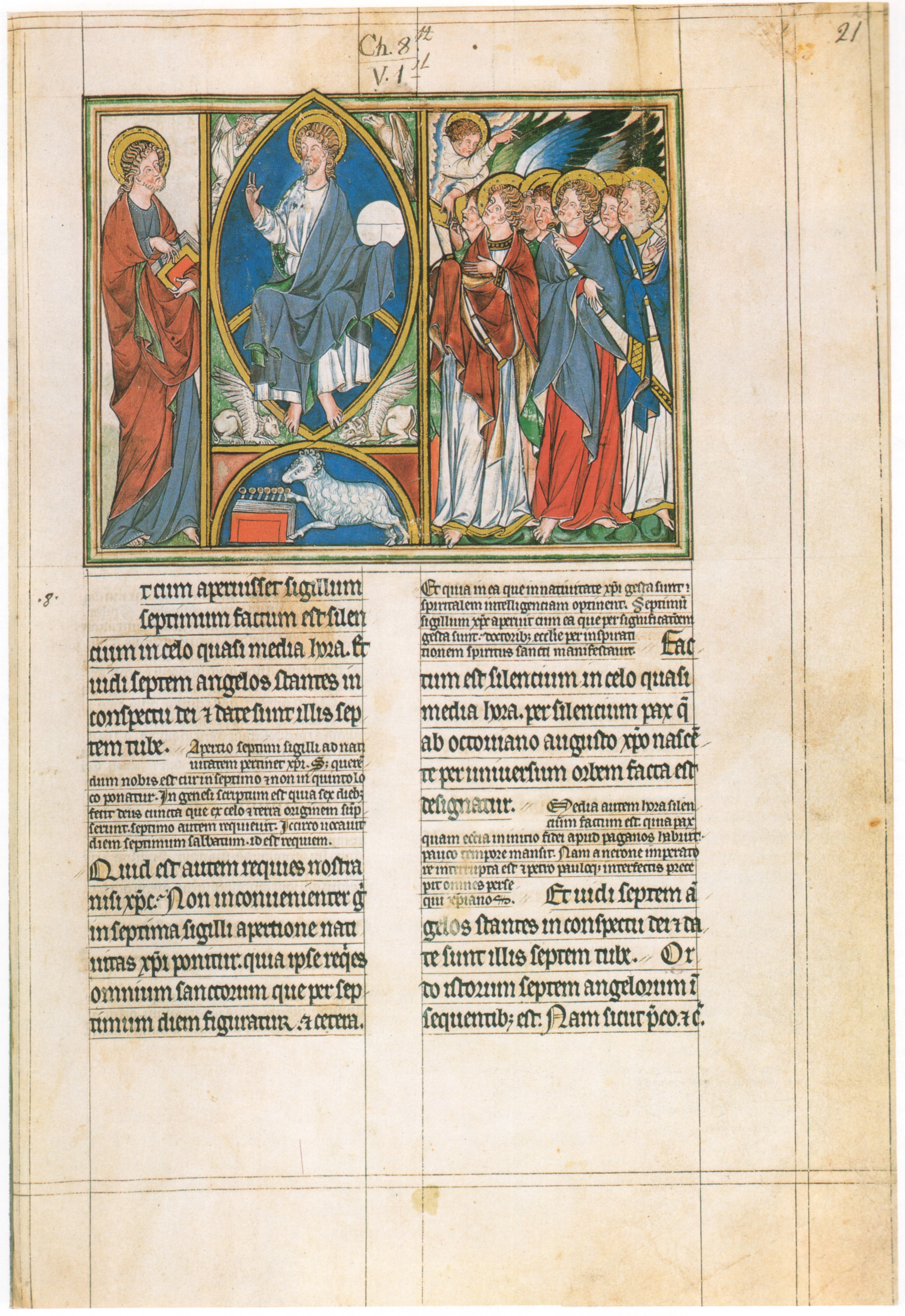
F. 21r der Douce-Apokalypse. sind Die Textstellen in größerer Schrift sind Abschnitte aus der Offenbarung des Johannes, darunter folgen in kleinerer Schrift Auszüge aus dem Berengaudus-Kommentar.

Berengaudus (* vermutlich im 9. Jahrhundert) war ein karolingischer Benediktiner im Kloster Ferrières-en-Gâtinais, Département Loiret. Er wird daher manchmal auch mit Beinamem Berengaudus Ferrariensis genannt und lebte wohl vor 865 zur Zeit des Abtes Lupus in Ferrières. Berengaudus ist bekannt durch seinen Text Expositio super septem visiones libri Apocalypsis, einen Kommentar zur Johannesoffenbarung (Apokalypse). Der Name des Autors ist darin verschlüsselt genannt, eine der ältesten Handschriften aus dem 12. Jahrhundert fand sich in Angers. Aufgrund von Textinterpretation kann die Entstehung jedoch überzeugend ins 9. Jahrhundert gelegt werden, auch wenn Abschriften nur aus der Zeit danach erhalten sind.
Über 50 Abschriften des Kommentars vorwiegend aus dem 12. Jahrhundert wurden in französischen Klöstern um Paris und beispielsweise Troyes gefunden, aber auch in England (aus Peterborough oder Cambridge). Auch die Lambeth-Apokalypse aus dem 11. Jahrhundert bringt Exzerpte aus diesem Kommentar. Das Werk hatte also größere Verbreitung und es finden sich weiter Hinweise, dass es vor allem im 12. Jahrhundert bekannt und berühmt war. Manchmal wird heute als Grund dieser damaligen Bekanntheit die fälschliche Zuweisung des Werkes an Ambrosius von Mailand genannt, dem auch Erasmus von Rotterdam den Text zusprach. Noch im 14. Jahrhundert finden sich Abschriften des Kommentars, wie beispielsweise im durch den Meister der Berry-Apokalypse illustrierten Buch der Apokalypse aus dem Besitz des Jean de Valois, Herzog von Berry oder auch in einer aus dem gleichen Jahrhundert stammenden Abschrift des Werkes aus bayrischen Klöstern. Erst die endgültige Klärung der Verfasserfrage durch die Pariser Maurinerpatres im 18. Jahrhundert nennt jedoch Berengaudus eindeutig als Verfasser.
Berengaudus hat im Vergleich zu anderen Kommentatoren der Apokalypse eine andere, eigene Interpretation. Die vier Apokalyptischen Reiter sind ihm nicht Verkörperungen eines Unheils, sondern von ihm werden diese Reiter auf dem weißen, dem roten, dem schwarzen und dem falben Ross als Christus selbst interpretiert, der Bringer einer Neuen Welt. Optimismus und utopische Hoffnung im Angesicht des Weltgerichtes ist noch zu spüren, bevor im 12. Jahrhundert dann eine Endzeitstimmung das nahe Gericht für die Menschen als Katastrophe und Warnung zu betrachten beginnt. Berengaudus sieht die Apokalypse noch als den Beginn einer neuen Welt, eine Interpretation, die sich wieder in der Vision des Genter Altares im späten Mittelalter in Flandern finden lässt, der wie die einzigartige bildliche Sprache des Berengaudus-Textes eine „visionäre“ Interpretation zeigt und das auch durch Berengaudus geschaffene Gedankengut noch im späten Mittelalter zu wiederholen scheint.
Der Kommentar ist der einzige von Berengaudus erhaltene Text.